# Fuentespalda
Fuentespalda – gmina w Hiszpanii, w prowincji Teruel, w Aragonii, o powierzchni 39 km². W 2014 roku gmina liczyła 299 mieszkańców.